# Lech Janiszewski
Lech Tadeusz Janiszewski (ur. 30 października 1951 w Ostrowcu Świętokrzyskim) – polski inżynier i samorządowiec, w latach 1990–1994 prezydent Ostrowca Świętokrzyskiego, w latach 2006–2007 wicewojewoda świętokrzyski, w latach 2007–2010 członek zarządu województwa.

## Życiorys
Z wykształcenia magister inżynier elektronik, ukończył studia na Wydziale Elektroniki Politechniki Wrocławskiej. Przez kilkanaście lat pracował w Hucie Ostrowiec.
W latach 1990–1994 zajmował stanowisko prezydenta Ostrowca Świętokrzyskiego. Następnie do 2000 był zatrudniony w spółce akcyjnej Netia. Pracował później jako dyrektor szpitala, a także w Agencji Rozwoju Regionalnego i jednej ze spółek komunalnych.
Od 2006 do 2007 sprawował urząd wicewojewody świętokrzyskiego. W wyborach samorządowych w 2006 bez powodzenia kandydował do sejmiku z listy Prawa i Sprawiedliwości. Mandat objął w grudniu 2007 (w miejsce wybranego na posła Marka Kwitka), powołano go też na stanowisko członka zarządu województwa. W 2010 uzyskał reelekcję w wyborach wojewódzkich, zakończył w tym samym roku pełnienie funkcji w zarządzie województwa.